# Ypsolopha longa
Ypsolopha longa là một loài bướm đêm thuộc họ Ypsolophidae. Loài này có ở Nhật Bản, Hàn Quốc và Nga.
Sải cánh dài 22–31 mm.
Ấu trùng ăn Euonymus maackii và Euonymus sieboldianus.